# Boubacar Traoré (calciatore 1999)
Boubacar Traoré (San, 14 dicembre 1999) è un calciatore maliano, attaccante dell'Al-Ahly Bengasi e della nazionale maliana.

## Caratteristiche tecniche
È un centravanti.

## Carriera

### Club
Cresciuto nello Stade Malien, nel gennaio 2019 viene acquistato dal Bizertin dove gioca 16 incontri nella massima divisione tunisina segnando 6 reti.
Rimasto svincolato nel mercato invernale del 2020, il 4 agosto approda in Europa firmando con gli ungheresi dell'Honvéd. Debutta con il club di Kispest il 21 agosto nel derby di campionato perso 3-1 contro l'MTK Budapest. Segna i suoi primi gol pochi giorni più tardi nel 1º turno di qualificazione di UEFA Europa League segnando alla prima esperienza in ambito internazionale una doppietta che regala alla propria squadra il passaggio del turno a discapito dei finlandesi dell'Inter Turku. Nel corso della stagione riesce ad andare nuovamente a segno sia in campionato che in coppa chiudendo in modo positivo la sua prima stagione con 22 presenze e 5 reti.
Il 12 agosto 2021 passa in prestito allo Sporting Kansas City II squadra riserve dell'omonima compagine statunitense militante nella massima serie. Dopo un solo mese con nessuna presenza all'attivo riuscendo a sedersi solo in poche occasioni in panchina, restando il più delle volte in tribuna, il 31 agosto viene richiamato all'Honved dove inizialmente gioca con la squadra riserve militante nella terza serie magiara, salvo poi tornare in pianta stabile in prima squadra, tornando anche al gol. Il 3 gennaio 2023 dopo aver trovato poco spazio, si svincola dal club restando svincolato. Pochi giorni dopo si accorda col Monastir club del massimo campionato tunisino, ritornando così nel paese arabo.

### Nazionale
Le ottime prestazioni fornite al Monastir, gli valgono nel marzo 2023 la chiamata con la Nazionale del Mali.

## Statistiche

### Presenze e reti nei club
Statistiche aggiornate al 12 novembre 2023.
| Stagione         | Squadra                 | Campionato       | Campionato | Campionato | Coppe nazionali | Coppe nazionali | Coppe nazionali | Coppe continentali | Coppe continentali | Coppe continentali | Altre coppe | Altre coppe | Altre coppe | Totale | Totale | Totale |
| Stagione         | Squadra                 | Comp             | Pres       | Reti       | Comp            | Pres            | Reti            | Comp               | Pres               | Reti               | Comp        | Pres        | Reti        | Pres   | Reti   |        |
| ---------------- | ----------------------- | ---------------- | ---------- | ---------- | --------------- | --------------- | --------------- | ------------------ | ------------------ | ------------------ | ----------- | ----------- | ----------- | ------ | ------ | ------ |
| gen.-giu. 2019   | Bizertin                | L1               | 4          | 1          | CT              | 0               | 0               |                    | -                  | -                  | ST          | 0           | 0           | 4      | 1      |        |
| 2019-gen. 2020   | Bizertin                | L1               | 12         | 5          | CT              | 0               | 0               |                    | -                  | -                  |             | -           | -           | 12     | 5      |        |
| Totale Bizertin  | Totale Bizertin         | Totale Bizertin  | 16         | 6          |                 | 0               | 0               |                    | -                  | -                  |             | -           | -           | 16     | 6      |        |
| 2020-2021        | Honvéd                  | NBI              | 18         | 2          | MK              | 2               | 1               | UEL                | 2                  | 2                  |             | -           | -           | 22     | 5      |        |
| ago. 2021        | Sporting Kansas City II | USL              | 0          | 0          |                 | -               | -               |                    | -                  | -                  |             | -           | -           | 0      | 0      |        |
| ago. 2021-2022   | Honvéd II               | NBIII            | 4          | 1          | -               | -               | -               | -                  | -                  | -                  | -           | -           | -           | 4      | 1      |        |
| 2022-gen. 2023   | Honvéd II               | NBIII            | 4          | 3          | -               | -               | -               | -                  | -                  | -                  | -           | -           | -           | 4      | 3      |        |
| Totale Honvéd II | Totale Honvéd II        | Totale Honvéd II | 8          | 4          |                 | -               | -               |                    | -                  | -                  |             | -           | -           | 8      | 64     |        |
| ago. 2021-2022   | Honvéd                  | NBI              | 12         | 1          | MK              | 1               | 0               | -                  | -                  | -                  | -           | -           | -           | 13     | 1      |        |
| 2022-gen. 2023   | Honvéd                  | NBI              | 6          | 0          | MK              | 0               | 0               | -                  | -                  | -                  | -           | -           | -           | 6      | 0      |        |
| Totale Honvéd    | Totale Honvéd           | Totale Honvéd    | 36         | 3          |                 | 3               | 1               |                    | 2                  | 2                  |             | -           | -           | 41     | 6      |        |
| gen.-giu. 2023   | Monastir                | L1               | 3+8        | 0+3        | CT              | 0               | 0               | CdCC               | 8                  | 3                  | CdC         | 1           | 2           | 20     | 8      |        |
| 2023-2024        | Monastir                | L1               | 7          | 7          | CT              | 0               | 0               | -                  | -                  | -                  | -           | -           | -           | 7      | 7      |        |
| Totale Monastir  | Totale Monastir         | Totale Monastir  | 10+8       | 7+3        |                 | 0               | 0               |                    | 8                  | 3                  |             | 1           | 2           | 27     | 15     |        |
| Totale carriera  | Totale carriera         | Totale carriera  | 70+8       | 20+3       |                 | 3               | 1               |                    | 10                 | 5                  |             | 1           | 2           | 93     | 31     |        |

### Cronologia presenze e reti in nazionale
| Cronologia completa delle presenze e delle reti in nazionale ― Mali | Cronologia completa delle presenze e delle reti in nazionale ― Mali | Cronologia completa delle presenze e delle reti in nazionale ― Mali | Cronologia completa delle presenze e delle reti in nazionale ― Mali | Cronologia completa delle presenze e delle reti in nazionale ― Mali | Cronologia completa delle presenze e delle reti in nazionale ― Mali | Cronologia completa delle presenze e delle reti in nazionale ― Mali | Cronologia completa delle presenze e delle reti in nazionale ― Mali |
| Data                                                                | Città                                                               | In casa                                                             | Risultato                                                           | Ospiti                                                              | Competizione                                                        | Reti                                                                | Note                                                                |
| ------------------------------------------------------------------- | ------------------------------------------------------------------- | ------------------------------------------------------------------- | ------------------------------------------------------------------- | ------------------------------------------------------------------- | ------------------------------------------------------------------- | ------------------------------------------------------------------- | ------------------------------------------------------------------- |
| 24-3-2023                                                           | Bamako                                                              | Mali                                                                | 2 – 0                                                               | Gambia                                                              | Qual. Coppa d'Africa 2023                                           | -                                                                   | 87’                                                                 |
| 28-3-2023                                                           | Casablanca                                                          | Gambia                                                              | 1 – 0                                                               | Mali                                                                | Qual. Coppa d'Africa 2023                                           | -                                                                   | 88’                                                                 |
| 13-10-2023                                                          | Bamako                                                              | Mali                                                                | 1 – 0                                                               | Uganda                                                              | Amichevole                                                          | -                                                                   |                                                                     |
| 6-1-2024                                                            | Bamako                                                              | Mali                                                                | 6 – 2                                                               | Guinea-Bissau                                                       | Amichevole                                                          | -                                                                   | 46’                                                                 |
| Totale                                                              |                                                                     | Presenze                                                            | 4                                                                   |                                                                     | Reti                                                                | 0                                                                   |                                                                     |